# Йоахим IV фон Алвенслебен
Йоахим IV фон Алвенслебен (на немски; * 9 април 1720, Еркслебен; † 30 април 1782, Еркслебен) е благородник от род Алвенслебен, наследствен господар на „Еркслебен II“ (1720 – 1782) и Курхановерски полковник-лейтенант, от 1752 г. управлява своите собствености.

## Произход
Той е син на Йохан Август фон Алвенслебен (1680 – 1732) и втората му съпруга Агнес София фон Алвенслебен (1695 – 1749), сестра на хановерския министър Рудолф Антон фон Алвенслебен (1688 – 1737), дъщеря на хановерския министър Йохан Фридрих II фон Алвенслебен (1657 – 1728) и Аделхайд Агнес фон дер Шуленбург (1664 – 1726), дъщеря на Александер III фон дер Шуленбург (1616 – 1683) и първата му съпруга Аделхайд Агнес фон Алвенслебен (1636 – 1668), дъщеря на Гебхард XXIV фон Алвенслебен (1591 – 1667) и Берта София фон Залдерн († 1670).
Йоахим IV фон Алвенслебен умира на 62 години на 30 април 1782 г. в Еркслебен. Синът му Йохан Август Ернст фон Алвенслебен (1758 – 1827) е граф на Алвенслебен (1758 – 1827) и министър.

## Фамилия
Йоахим IV фон Алвенслебен се жени на 28 април 1752 г. в Магдебург за София Ернестина Луиза фон Платен (* 11 септември 1733, Магдебург; † 18 август 1799, Магдебург) от Демертин, дъщеря на пруския генерал-майор граф Георг Лудвиг фон Платен-Халермунд (1704 – 1772) и Сабина Хедвиг фон Щойбен (1715 – 1796). Те имат един син:
- Йохан Август Ернст фон Алвенслебен (* 6 август 1758, Еркслебен; † 27 септември 1827, Еркслебен), държавник, министър, граф на Алвенслебен (1758 – 1827), женен на 8 юли 1788 г. в Магдебург за Доротея София Фридерика Каролина фон Рор (* 27 октомври 1771, Магдебург; † 12 март 1816, Берлин), дъщеря на кралския пруски генерал-майор Албрехт Ерентрайх фон Рор (1720 – 1800) и Агнес София Августа фон Алвенслебен (1743 – 1806), дъщеря на главния дворцов майстер Фридрих Август фон Алвенслебен (1703 – 1783) и София Доротея фон Алвенслебен (1715 – 1788).